# Panévskaia
Panévskaia (en rus: Паневская) és un poble de la República de Komi, a Rússia, segons el cens del 2010 tenia 118 habitants.